# Diabelia spathulata
Diabelia spathulata là một loài thực vật có hoa trong họ Kim ngân. Loài này được Philipp Franz von Siebold & Joseph Gerhard Zuccarini mô tả khoa học đầu tiên năm 1839 dưới danh pháp Abelia spathulata. Năm 2010 Sven Landrein chuyển nó sang chi Diabelia.

## Mô tả
Cây bụi, lá sớm rụng, cao đến 3 m. Các cành nhẵn nhụi. Cuống lá đến 4 mm. Phiến lá hình trứng, khoảng 6 × 3 cm, cả hai mặt có lông tơ thưa thớt, đáy thuôn tròn, mép nguyên đến có răng cưa nhỏ và gợn sóng, đỉnh nhọn đến có đuôi. Hoa mọc thành đôi; bầu nhụy với 6 lá bắc ở gốc; cuống hoa 4–9 mm; lá bắc hình mũi mác, 2–3 mm. Đài hoa ánh đỏ, với 5 lá đài thuôn dài-hình mũi mác. Tràng hoa hai môi, môi trên 2 thùy, môi dưới 3 thùy, màu hồng hoặc trắng điểm vàng; ống tràng khoảng 25 mm, thu hẹp ở đoạn giữa, bên trong có lông nhung và các đốm màu cam trên môi dưới. Tuyết mật hình chùy và rời ở đỉnh. Nhị hoa 4, gồm 2 cặp so le, chỉ nhị hợp sinh một phần với ống tràng, hơi thò ra. Vòi nhụy hình chỉ, dài tương đương ống tràng; đầu nhụy hình đầu. Quả bế nhẵn nhụi hoặc có lông tơ thưa thớt, với chỏm thường có 5 lá đài bền và hơi phình to. Ra hoa tháng 5, tạo quả tháng 6-10.

## Môi trường sống và phân bố
Rừng; ở cao độ khoảng 700–900 m. Có ở Nhật Bản, Trung Quốc, Hàn Quốc. Tại Trung Quốc tìm thấy ở địa cấp thị Ôn Châu, đông nam tỉnh Chiết Giang. Tên tiếng Trung: 温州双六道木 (Ôn Châu song lục đạo mộc). Tên tiếng Nhật: ツクバネウツギ (衝羽根空木, xung vũ căn không mộc).

## Hình ảnh

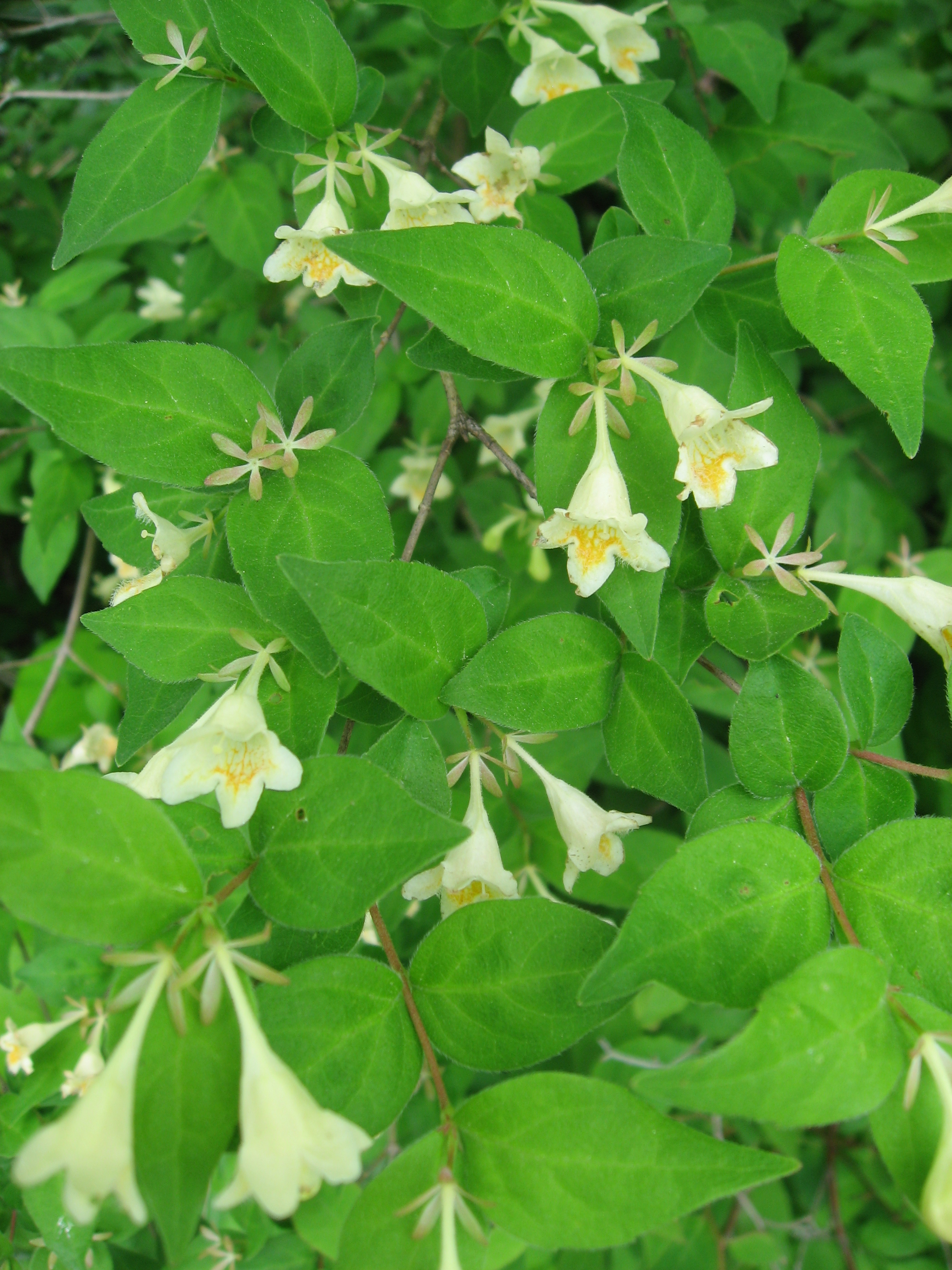
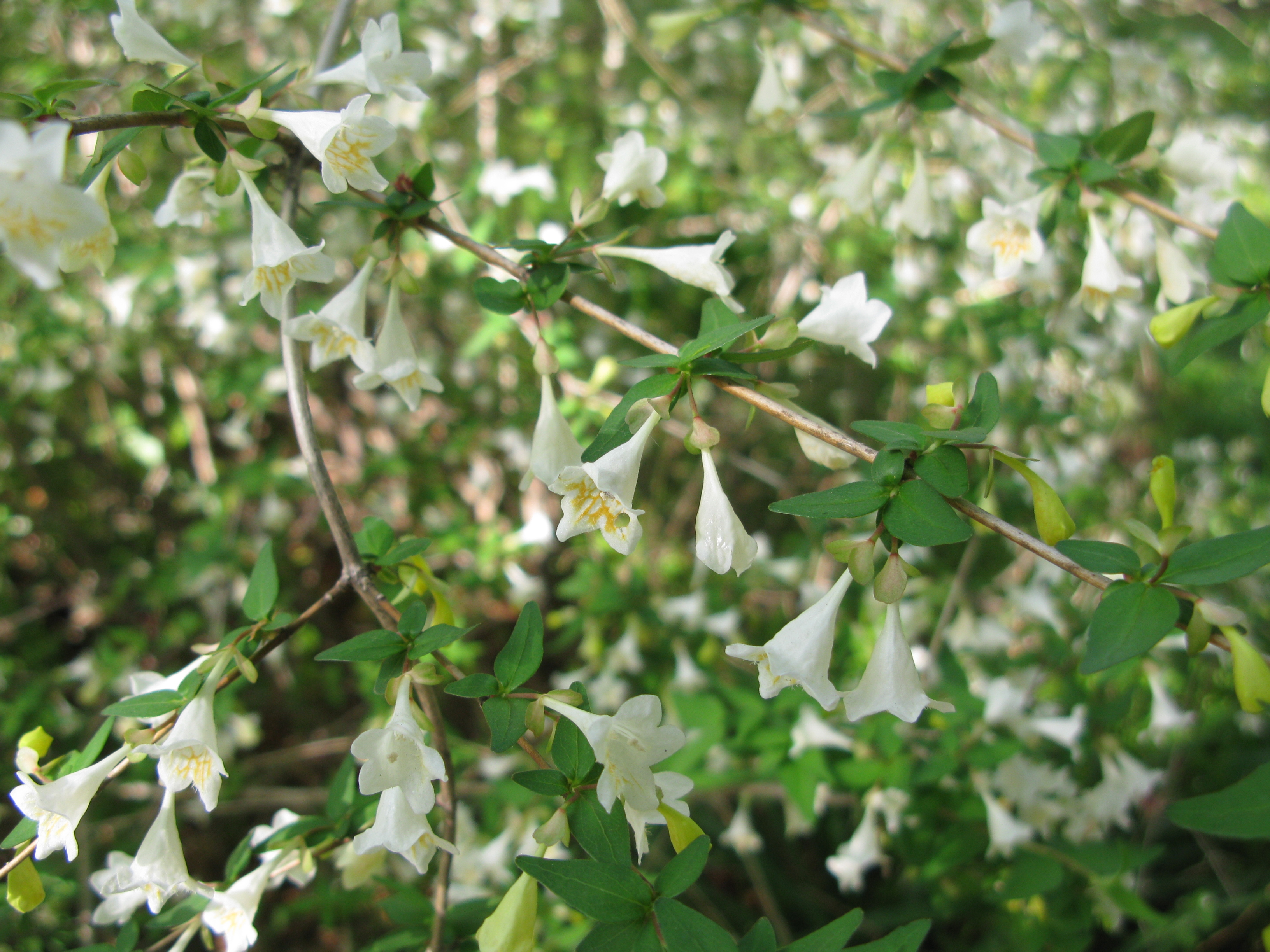
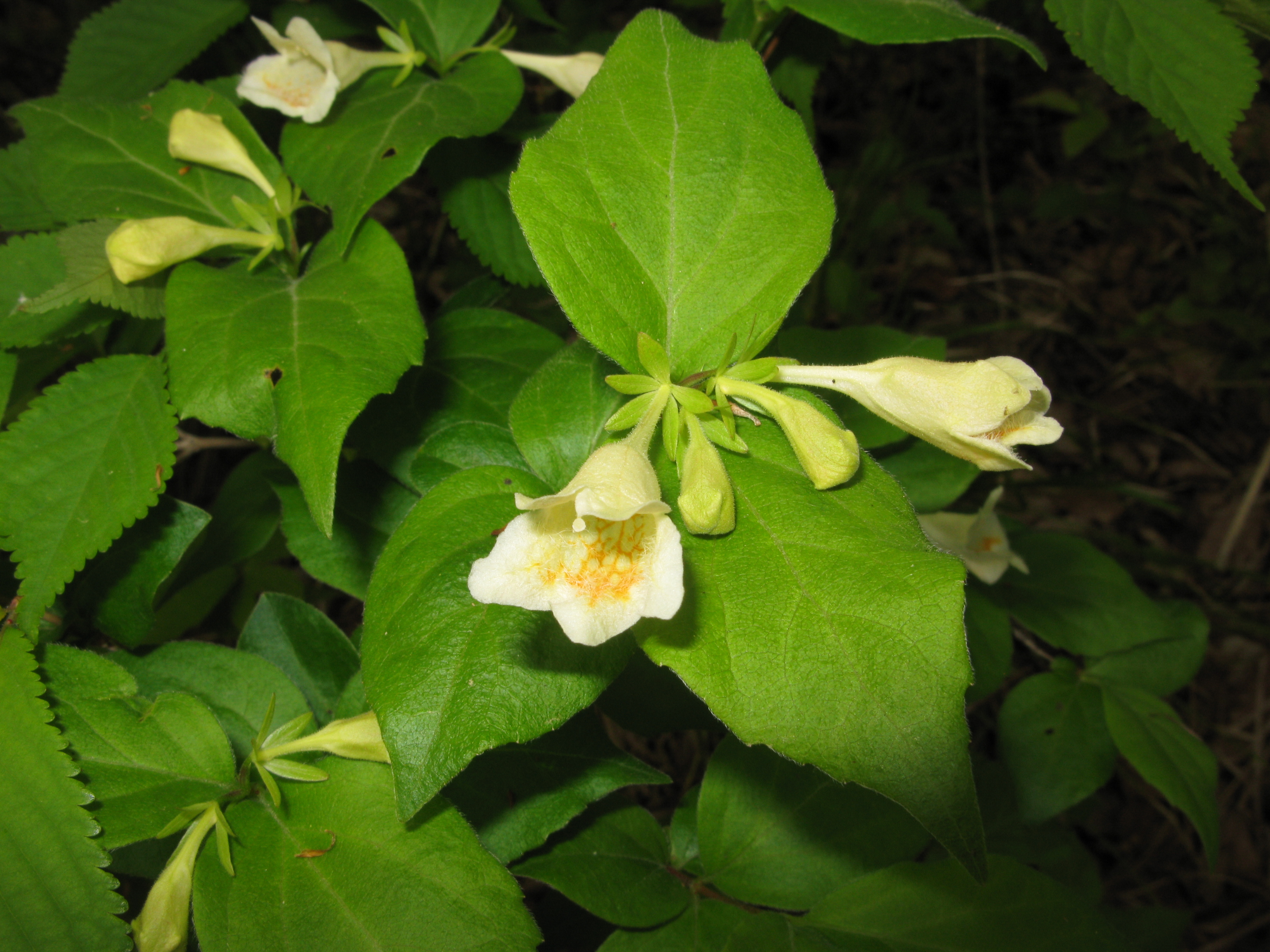
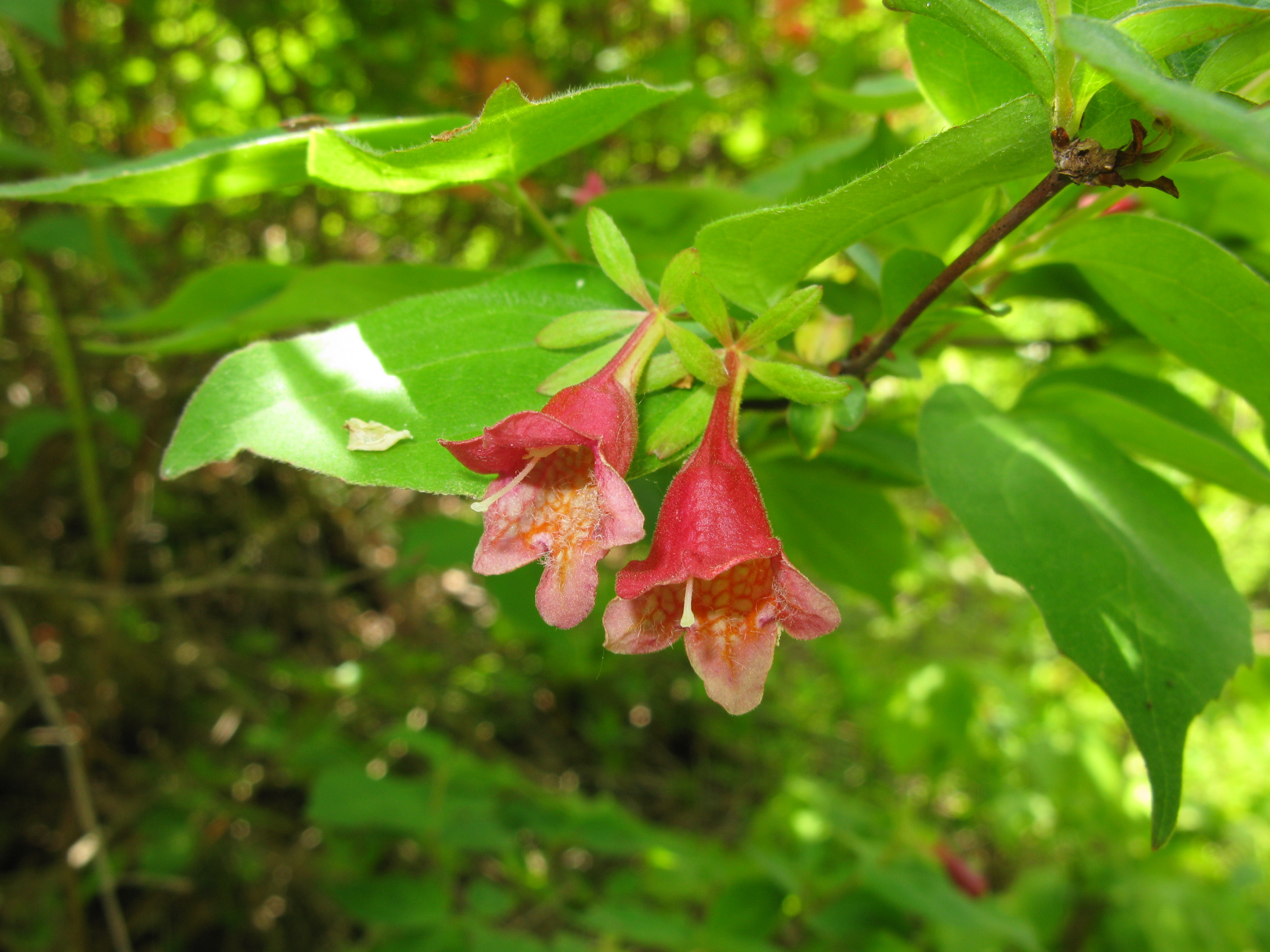